# Melanoxylum
Melanoxylum es un género de plantas fanerógamas  perteneciente a la familia Fabaceae. Comprende 20 especies descritas y de estas, solo 4 aceptadas.

## Taxonomía
El género fue descrito por Schott in C.K.Sprengel y publicado en Journal of Botany, British and Foreign 66: 141. 1928.
Etimología
Melanoxylum: nombre genérico que deriva de las palabras griegas: melas, "negro," y xylon, "madera".

## Especies aceptadas
A continuación se brinda un listado de las especies del género Melanoxylum aceptadas hasta febrero de 2015, ordenadas alfabéticamente. Para cada una se indica el nombre binomial seguido del autor, abreviado según las convenciones y usos.	
- Melanoxylum amazonicum
- Melanoxylum speciosum